# Sony Music Entertainment Japan
Sony Music Entertainment (Japan) Inc. (株式会社ソニー・ミュージックエンタテインメント, Kabushiki gaisha Sonī Myūjikku Entateinmento, abreviada como SMEJ e também conhecida como Sony Music Japan) é o braço musical da Sony no Japão. Diferente da Sony Music Entertainment, a SMEJ opera independentemente.
A SMEJ contém 8 gravadoras, que desde 2014, são parte de sua subsidiária Sony Music Labels, entre elas: a Sony Music Records, a SME Records, a Sony Music Associated Records, a Epic Records Japan, a Ki/oon Music, a Sacra Music, a Ariola Japan (antigamente BMG JAPAN, gravadora da antiga BMG no Japão), e a Sony Records Japan International.
A SMEJ também é dona da empresa Aniplex, focada em animes.